# Primera División de Gibraltar 2013-14
La Gibraltar Football League 2013-14 tuvo la participación de 8 equipos. Fue la primera vez que en el Torneo había cupos para Copas Internacionales.
El campeón del torneo fue el Lincoln, tras obtener el mayor puntaje acumulado en el Torneo, clasificó a la Liga de Campeones de la UEFA 2014-15 y a la Supercopa Gibralteña 2014, además fue su título nº19. El College Europa se clasificó a la Europa League por ser subcampeón de la Rock Cup 2014 y el campeón fue el Lincoln pero no se clasificó al Torneo por ya haber ganado un cupo a la Champions League. En cuanto al descenso, el Gibraltar Phoenix perdió la categoría por ubicarse último en el acumulado con 0 puntos. Y el Britannia XI estará en 1.ª División la próxima temporada.
El goleador del torneo fue John Paul-Duarte del Lincoln con 15 goles.

## Equipos participantes

### Ascensos
| Pos. | de Gibraltar Second Division 2012-13 |
| ---- | ------------------------------------ |
| 1.º  | College Europa                       |
| 2.º  | Gibraltar Phoenix                    |

### Distribución geográfica
| Club              |
| ----------------- |
| College Europa    |
| Gibraltar Phoenix |
| Glacis United     |
| Lincoln Red Imps  |
| Lions Gibraltar   |
| Lynx              |
| Manchester 62     |
| St. Joseph's      |

## Formato de competición
La liga se expandió esta temporada a 8 equipos para cumplir con los criterios de la UEFA.
Esta será la primera temporada que los clubes de Gibraltar tendrán acceso a las competiciones UEFA.
Los 8 clubes jugaron 2 veces todos contra todos totalizando 14 partidos cada uno, al final de la fecha 14, el primero se coronó campeón y obtuvo un cupo para la Primera ronda de la Liga de Campeones 2014-15, el penúltimo clasificado pasó a jugar el play-off de relegación contra el subcampeón de la Segunda 2013-14 y el último descendió directamente a la Segunda 2014-15.
Un cupo para la Primera ronda de la Liga Europa 2014-15 fue asignado al campeón de la Rock Cup 2013-14, y en caso de que el campeón de la copa fuera el mismo que el de la liga, el cupo pasaría al subcampeón de la copa.

## Tabla Acumulada
| Pos. | Equipo               | Pts. | PJ | G  | E | P  | GF | GC | Dif. | Clasificación 2014–15                        |
| ---- | -------------------- | ---- | -- | -- | - | -- | -- | -- | ---- | -------------------------------------------- |
| 1    | Lincoln Red Imps (C) | 36   | 14 | 11 | 3 | 0  | 66 | 6  | +60  | Primera ronda de la Liga de Campeones        |
| 2    | Manchester 62        | 30   | 14 | 9  | 3 | 2  | 37 | 10 | +27  |                                              |
| 3    | Lynx                 | 29   | 14 | 9  | 2 | 3  | 36 | 18 | +18  |                                              |
| 4    | Collegue Europa      | 19   | 14 | 5  | 4 | 5  | 31 | 20 | +11  | Primera ronda de la Liga Europa              |
| 5    | Glacis United        | 19   | 14 | 6  | 1 | 7  | 18 | 32 | −14  |                                              |
| 6    | Lions Gibraltar      | 14   | 14 | 4  | 2 | 8  | 23 | 33 | −10  |                                              |
| 7    | St. Joseph's (O)     | 13   | 14 | 4  | 1 | 9  | 20 | 29 | −9   | Play-Off de Relegación                       |
| 8    | Gibraltar Phoenix    | 0    | 14 | 0  | 0 | 14 | 9  | 94 | −85  | Descenso a Gibraltar Second Division 2014-15 |

Actualizado a los partidos jugados el 7 de mayo de 2014.
 Fuente: Soccerway
Notas:
1. ↑  El Collegue Europa clasifico a la Primera ronda de la Liga Europa 2014-15 como subcampeón de la Rock Cup 2013-14

## Resultados
Se disputaron las 14 fechas en el Estadio Victoria.
| Local \ Visitante | EUR  | GIB  | GLA | LIN  | LIO | LYN | MAN | STJ |
| ----------------- | ---- | ---- | --- | ---- | --- | --- | --- | --- |
| Collegue Europa   | —    | 3–1  | 1–2 | 1–1  | 1–1 | 3–0 | 1–1 | 2–4 |
| Gibraltar Phoenix | 0–11 | —    | 2–3 | 0–16 | 2–6 | 0–7 | 0–5 | 0–4 |
| Glacis United     | 0–2  | 3–0  | —   | 0–3  | 3–2 | 0–2 | 0–7 | 1–0 |
| Lincoln Red Imps  | 4–2  | 16–1 | 4–0 | —    | 4–1 | 3–0 | 1–1 | 5–0 |
| Lions Gibraltar   | 1–1  | 1–0  | 3–4 | 0–4  | —   | 0–2 | 3–1 | 3–2 |
| Lynx              | 3–2  | 8–2  | 4–1 | 0–0  | 1–0 | —   | 1–1 | 3–1 |
| Manchester 62     | 2–0  | 4–0  | 2–1 | 0–1  | 4–0 | 3–2 | —   | 2–0 |
| St. Joseph's      | 0–1  | 6–1  | 0–0 | 0–4  | 4–2 | 2–3 | 0–3 | —   |

## Play-Off de Relegación
Fue disputado en un solo partido entre el St. Joseph's (penúltimo de la Tabla Acumulada) y Mons Calpe SC (subcampeón de la Gibraltar Second Division 2013-14). St. Joseph's ganó 2-0 y mantuvo la categoría.

| 18 de mayo de 2014, 18:00 | St. Joseph's                    | 2:0 | Mons Calpe | Estadio Victoria, |  |
|                           | Nathan Santos · Bruninho Araújo |     |            |                   |  |

## Goleadores
| Pos. | Jugador               | Club                 | Goles |
| ---- | --------------------- | -------------------- | ----- |
| 1    | John Paul-Duarte      | Lincoln              | 15    |
| 2    | George Cabrera        | Lincoln              | 14    |
| 2    | Sergio Ginés          | Lynx                 | 14    |
| 4    | Christian Toncheff    | College Europa       | 10    |
| 5    | Joseph Chipolina      | Lincoln              | 9     |
| 6    | Robert Montovio       | College Europa       | 8     |
| 7    | Cristian Tostao       | College Europa       | 7     |
| 8    | Naoufal El Andaloussi | Manchester 62        | 6     |
| 8    | Liam Clarke           | St. Joseph's/Lincoln | 6     |
| 8    | Kyle Casciaro         | Lincoln              | 6     |
| 8    | Nathan Santos         | St. Joseph's         | 6     |